# Claude Ferrer
Claude Ferrer, també conegut com a Claudi Ferrer (nascut l'any 1960), és un polític català del partit DVD, que exerceix de batlle de Prats de Molló i la Presta des del març de 2014.
L'11 de novembre, durant el tall de carretera a l'AP-7 entre La Jonquera i El Pertús, convocat per Tsunami Democràtic en el marc de les protestes contra la sentència del judici al procés independentista català, tingué un paper rellevant com a mediador. Des de bon matí, i en qualitat de batlle de Prats de Molló i la Presta, inicià converses amb els agents antiavalots francesos, les Companyies Republicanes de Seguretat (CRS), per tal d'evitar possibles càrregues que generessin danys als manifestants concentrats. Concretament, dialogà amb el cap de la prefectura de les CRS present al tall de carretera, com a cap de pont amb el ministre de l'Interior francès, Christophe Castaner. Durant les negociacions, les autoritats franceses proposaren als manifestants deixar sortir els camions atrapats perquè poguessin recular fins a la sortida del Voló i continuar per vies secundàries.